# Philip Kohnstamm
Philipp (later Philip) Abraham Kohnstamm (Bonn, 17 juni 1875 – Ermelo, 31 december 1951) was een Nederlands natuurkundige, filosoof en pedagoog en is bekend geworden als een van de grondleggers van de wetenschappelijke pedagogiek en didactiek in Nederland.

## Kinderjaren
Kohnstamm werd in Duitsland geboren als derde kind en enige zoon van de bankier Max Kohnstamm en Sarah Wertheim. Zijn moeder was een zuster van de Amsterdamse bankier en filantroop Abraham Carel Wertheim, naar wie het Wertheimpark in de Amsterdamse Plantage is genoemd. Gedwongen door een langdurige ziekte van zijn vader, die in een sanatorium moest worden opgenomen, verhuisde moeder met de kinderen Dinah, Betty en Philip naar Nederland. De familie was van liberaal-joodse huize. Aan het joodse geloof werd niet veel gedaan.

## Universitaire loopbaan
Tijdens zijn HBS-tijd in Amsterdam woonde Philip (de derde p in zijn naam liet hij vallen) in huis bij zijn oom Abraham Carel Wertheim. In 1893 begon hij zijn studie in de natuurwetenschappen aan de Gemeente Universiteit. In 1901 promoveerde hij in de natuurkunde bij zijn leermeester Johannes Diderik van der Waals. Als experimenteel fysicus had Kohnstamm ook belangstelling voor de filosofie en met name de logica en kennisleer, waarin hij in 1907 aan dezelfde universiteit privaatdocent werd. Belangrijker was zijn benoeming, in 1908, tot buitengewoon hoogleraar in de thermodynamica, een afsplitsing van de leerstoel van Van der Waals. In 1918 volgde zijn overstap naar de pedagogiek, met een benoeming tot bijzonder hoogleraar in de opvoedkunde vanwege de Maatschappij tot Nut van 't Algemeen. Van 1932 tot 1939 was hij tevens buitengewoon hoogleraar pedagogiek aan de Universiteit van Utrecht. In 1940 werd hij, samen met alle andere ambtenaren en docenten van Joodse afkomst, door de bezetter gedwongen zijn ambt neer te leggen. Na de bevrijding keerde hij terug en ging een jaar later met emeritaat.
Philip Kohnstamm wordt gezien als grondlegger van de empirische onderwijskunde in Nederland. Dit komt tot uiting in de naamgeving van het Kohnstamm Instituut en het gebouw van de afdeling pedagogiek van de Hogeschool van Amsterdam, het Philip Kohnstammhuis aan de Wibautstraat. In 1997 werd aan de Universiteit van Amsterdam een bijzondere leerstoel "Vormgeving van de beroepsopleidingen pedagogiek" ingesteld, de Kohnstamm-leerstoel genoemd. Ook werd er een aantal basisscholen naar hem genoemd.

## Maatschappelijke functies

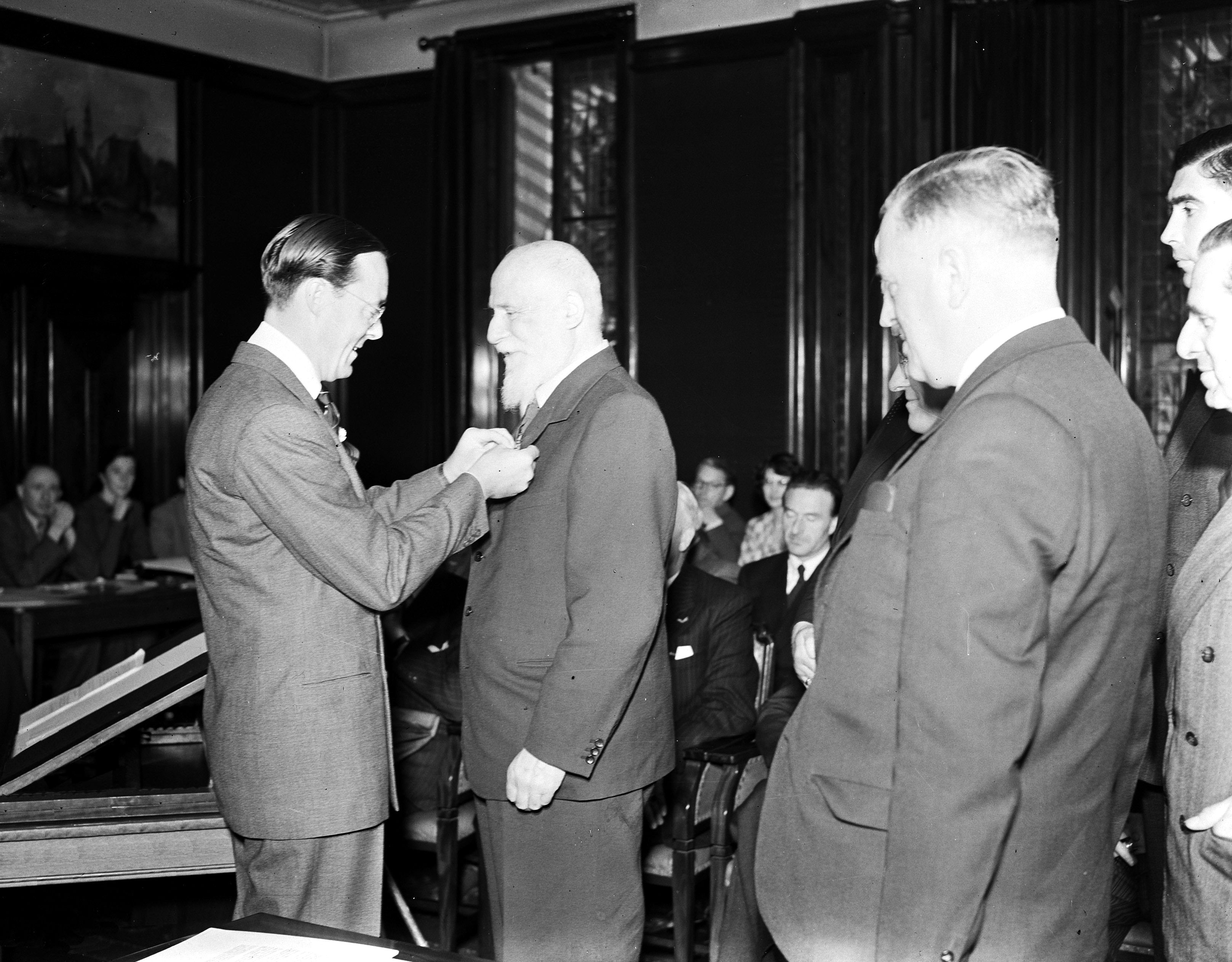
Prins Bernhard reikt in Amsterdam zilveren anjers uit aan Prof. dr. P.A. Kohnstamm, 25 juni 1951. (Foto: Joop van Bilsen / Anefo)

Kohnstamm was ook organisatorisch en maatschappelijk actief. In 1905 trad hij toe tot de Vrijzinnig Democratische Bond en hij was van 1907 tot 1918 voorzitter van die partij. Hij was medestichter van de Middenstands-Credietbank, actief lid van het Herstel Europa Comité en lid van de Onderwijsraad. In 1917 was hij, samen met de initiatiefnemer de rechtsgeleerde Paul Scholten, de natuurkundige Pieter Zeeman en de onderwijskundige Christiaan Pieter Gunning medeoprichter van het Amsterdams Lyceum. In 1918 was hij medeoprichter van het Nutsseminarium voor Pedagogiek, waarvan hij de eerste directeur werd. In 1936 stichtte hij het IVIO (Instituut Voor Individueel Onderwijs) dat bedoeld was voor de scholing van jeugdige werklozen in crisistijd. Na de Tweede Wereldoorlog werd hij voorzitter van de onderwijscommissie van de Partij van de Arbeid.

## Geloofsovertuiging
In zijn jaren als scholier was hij nog atheïst en humanist. Vanaf het begin van de 20e eeuw voelde hij zich steeds meer aangetrokken tot de christelijke kerk en, nadat hij vanwege zijn vriendschap met de Doopsgezinde predikant A.K. Kuiper, eerst nog een tijd overwogen had lid te worden van de Doopsgezinde Broederschap, besloot hij in 1917 zich te laten dopen in de Nederlandse Hervormde Kerk - omdat het karakter van de volkskerk hem lief was- en ontwikkelde zijn denken zich in de richting van het Christelijk personalisme. In zijn geloofsovertuiging werd hij sterk geïnspireerd door zijn leermeester, de natuurkundige en Nobelprijswinnaar Johannes Diderik van der Waals.

## Gezinsleven
Kohnstamm trouwde in 1903 met An Kessler, de oudste dochter van August Kessler, een van de oprichters van de Koninklijke Nederlandsche Petroleum Maatschappij. Zij kregen zes kinderen, van wie de jongste, Max Kohnstamm, later het bekendst werd. In 1907 lieten Philip en An naar eigen ontwerp een houten zomerhuis bouwen op een braakliggend stuk heidegrond van circa 6 hectare aan de klinkerweg naar Harderwijk in Ermelo. Het huis werd gebouwd op een voor dat doel opgeworpen zandheuvel van circa 3 meter hoog. Het kreeg de naam "De Schapendrift" naar een pad voor schapen naar de heide dat over die grond gelopen had. In de loop der jaren en na verschillende moderniseringen werd dat huis een ontmoetingsplaats voor tal van bevriende intellectuelen, waaronder de natuurkundige Paul Ehrenfest, de rechtsgeleerde Paul Scholten en de pedagoog Martien Langeveld. In 1926 verhuisde het gezin definitief van de Nieuwe Keizersgracht in Amsterdam naar Ermelo.
Enkele malen werd Kohnstamm getroffen door aanvallen van manisch-depressiviteit, de ziekte waaraan ook zijn vader leed. De eerste keer kwam in een periode van overspannenheid tijdens de Eerste Wereldoorlog, toen hij meehielp vluchtelingen uit het gebombardeerde Antwerpen per vrachtauto naar Amsterdam te brengen.
In de Tweede Wereldoorlog lieten de Duitsers hem aanvankelijk met rust. Het feit dat hij getrouwd was met een niet-Joodse vrouw beschermde hem tegen deportatie. Wel werden zijn beide in Amsterdam wonende zusters gedeporteerd en in Auschwitz vermoord. Philip Kohnstamm had in de jaren 1932 en 1936 enkele tegen de Nazi's gerichte brochures gepublicerd. Toen de Duitsers hem in 1944 wilden komen arresteren, werd hij tijdig gewaarschuwd door een Duitse officier uit Ermelo met wie hij enkele levensbeschouwelijke gesprekken had gevoerd. Van 1942 tot 1944 zat zijn jongste zoon Max als gijzelaar gevangen in kamp Sint-Michielsgestel omdat de bezetter in hem een anti-Duitse studentenleider zag die kort voor de oorlog nog in Washington had gestudeerd.

## Publicaties
Schepper en Schepping. Kohnstamm schreef over een sterk uiteenlopend gebied: van natuurkunde, politiek, filosofie, pedagogiek tot theologie. Hij schreef honderden artikelen en een dertigtal monografieën. Een selectie:
- 1908, Determinisme en natuurwetenschap
- 1914, Democratie
- 1915, Warmteleer Uitgeverij Wereldbibliotheek
- 1916, Ontwikkeling en onttroning van het begrip natuurwet
- 1917, De toekomst der democratie en de oorlog
- 1919, Staatspaedagogiek of Persoonlijkheidspaedagogiek
- 1921, Over natuurwetten, wetmatigheid en determinisme
- 1923, Het levenswerk van J.D. van der Waals
- 1925, De nieuwe school
- 1925, Modern agnosticisme
- 1925, Paedagogische en ethische vragen op het gebied van het sexueele leven
- 1925, Persoonlijkheid en idee
- 1926, Schepper en schepping: een stelsel van personalistische wijsbegeerte op bijbelschen grondslag. Deel 1 Het waarheidsprobleem. Grondleggende kritiek van het christelijk waarheidsbewustzijn deel 2 Persoonlijkheid in wording; schets eener Christelijke voedkunde. Haarlem Tjeenk Willink & Zoon
- 1926, Sexueele opvoeding
- 1929, Individu en gemeenschap : verzamelde sociaal-paedagogische opstellen
- 1929, Schepper en schepping: een stelsel van personalistische wijsbegeerte op bijbelschen grondslag. Deel 2. Persoonlijkheid in wording. Schets eener christelijke opvoedkunde
- 1934,  DEMOCRATIE DICTATUUR EN OPVOEDING,J.B.Wolters,Groningen
- 1931, Modern-psychologische opvattingen omtrent godsdienst en religie : een kritisch overzicht
- 1931, Schepper en schepping: een stelsel van personalistische wijsbegeerte op bijbelschen grondslag. Deel 3. De Heilige. Proeve van een christelijke geloofsleer voor dezen tijd
- 1932, Over denken en leeren denken
- 1933, De wijsbegeerte in haar verhouding tot ons Hooger Onderwijs
- 1933, Psychologie van het ongeloof
- 1934, De formele logica en het kinderlijke denken
- 1934, Democratie, dictatuur en opvoeding
- 1934, Hoe mijn "bijbelsch personalisme" ontstond
- 1934, Psychologie van het anti-semitisme
- 1935, Paedagogiek als wetenschap
- 1936, Het nationaalsocialisme als geestelijk gevaar
- 1938, Democratie in de branding
- 1938, Politiek en ethiek
- 1947, Mensch en wereld
- 1947, Vrije wil of determinisme : een mathematisch-fysische en kennis-theoretische uiteenzetting voor juristen, paedagogen, theologen en andere niet-fysici
- 1948, Keur uit het didactisch werk van Prof. Dr. Ph. Kohnstamm
- 1949, Existentialisme, personalisme en paedagogiek
- 1981, (postuum verschenen) Persoon en samenleving; opstellen over opvoeding en democratie